# Psapharochrus flavomaculatus
Psapharochrus flavomaculatus är en skalbaggsart som först beskrevs av Chemsak och Hovore 2002.  Psapharochrus flavomaculatus ingår i släktet Psapharochrus och familjen långhorningar.
Artens utbredningsområde är:
- Guatemala.
- Honduras.

Inga underarter finns listade i Catalogue of Life.